# 非択滅
非択滅（ひちゃくめつ、梵: apratisaṅkhyānirodha、アプラティサンキヤーニローダ）とは、仏教において、正しい知恵によらない法の止滅のこと。説一切有部の五位七十五法のうち、無為法の一つに数えられる。説一切有部の説では、二心の併起を認めない（五位#概要のうち、節「説一切有部における法、心の性質」を参照）ために考えられる特異な法（ダルマ）。
つまり、ある瞬間に「眼識」（「見ようとする心」のことで、六識のひとつ。「三科」、「意識」も参照）が、ある「色」をとらえたとすると、その「色」と同時に現在に生起してきた他の「色」「声」「香」「味」「触」（この5つを五境という。「五位」も参照）は、その心の対象とならないまま、次の瞬間には過去へ去ってしまう。そうすると、心相続の上に生起してそれらをとらえるべき（上述の五境に対応する、眼識、耳識、鼻識、舌識、身識の）五識は現在の対象にむかってしかはたらかず（「三科#十八界」「五位」も参照）、現在に生起する因を得ることができない。その場合、それら五識には「非択滅」という一種のダルマとのかかわりが生じたと考える。 